# Pitkäselkä
Pitkäselkä är en kulle i Finland. Den ligger i Muhos och landskapet Norra Österbotten, i den centrala delen av landet, 500 km norr om huvudstaden Helsingfors. Toppen på Pitkäselkä är 90 meter över havet.
Terrängen runt Pitkäselkä är huvudsakligen platt. Runt Pitkäselkä är det glesbefolkat, med 9 invånare per kvadratkilometer. I omgivningarna runt Pitkäselkä växer i huvudsak blandskog.